# Греом, Мишель
Мише́ль Грео́м (фр. Michelle Gréaume) — французский политик, сенатор Франции, член Коммунистической партии.

## Биография
Родилась 30 октября 1967 г. в городе Валансьен (департамент Нор) в рабочей семье. В период обучения стажировалась в администрации города Оннен. Работала в административных службах города Сент-Аман-лез-О.
В 17 лет Мишель Греом присоединилась к Движению молодых коммунистов Франции, а через несколько лет вступила в Коммунистическую партию.
В 2008 году Мишель Греом была избрана в муниципальный совет города Оннен. Через 6 лет она победила на муниципальных выборах и стала мэром Оннена.
В сентябре 2017 года вошла под вторым номером в список коммунистов на выборах в Сенат Франции от департамента Нор. Этот список получил 13,44 % голосов и два места в Сенате, одно из которых досталось ей.

## Занимаемые выборные должности
- 16.03.2008 — 03.04.2014 — член муниципального совета города Оннен
- с 04.04.2014 — 04.10.2017 — мэр города Оннен
- с 01.10.2017 — сенатор Франции от департамента Нор.